# Музей Харківської школи фотографії
Музей Харківської школи фотографії (англ. Museum of Kharkiv School of Photography) - перший музей сучасної української фотографії, заснований у 2018 році Сергієм Лебединським, учасником групи "Шило". Діяльність інституції спрямована на збереження, вивчення, популяризацію сучасної української фотографії. Приміщення музею знаходиться у Харкові за адресою - провулок Лізи Чайкіної, 17, на території заводу "Манометр".

## Колекція музею
У колекції музею знаходиться понад 2500 фотографій, більше ніж 40 авторів. Загальний фокус збірки музею спрямований на українську фотографію.
Автори, що представлені у колекції: Білоусова Валентина, Бо Валентин, Бочарова Ганна, Братков Сергій, Грунзовський Олег, Гуляй Богдан, Гумілевський Артем, Дрюков Герман, Зубков Євген, Казбан Юлія, Кочетов Віктор, Кочетов Сергій, Краснощок Владислав, Кривич Юлія, Лебединський Сергій, Ломакін Андрій, Ляпін Олександр, Макієнко Анатолій, Мальований Олег, Манко Ігор, Марущенко Віктор, Маслов Геннадій, Маслов Саша, Мельниченко Сергій, Михайлов Борис, Незабаром Василіса, Нестеров Юрій, Окунь Григорій, Павлов Євгеній, Палінчак Михайло, Панаєв Вова, Педан Міша, Песін Леонід, По Юлія, Полікарпова Поліна, Поляков В'ячеслав, Пятковка Роман, Ранчуков Олександр, Рачинський Андрій, Редько Борис, Рупін Юрій, Сітніченко Олександр, Слюсарєв Олександр, Солонський Сергій, Солоп Ярослав, Старко Володимир, Субач Олена, Супрун Олександр, Трикоз Вадим, Трох Микола, Тубалев Геннадій, Харківський обласний фотоклуб, Чекменьов Олександр, Чистотін Олексій, Чогол Ігор.

## Видавництво музею
Видавництво музею працює над фотокнигами та перекладами текстів про фотографію. Музей уже видав фотокниги Віктора й Сергія Кочетових, Олександра Чекменьова та Сергія Мельниченка, а також монографію Надії Бернар-Ковальчук. У планах музею перекласти дослідження фотографії Вальтера Беньяміна, Сюзан Зонтаґ та Вілема Флюссера.

## Діяльність музею під час повномасштабного вторгнення Росії в Україну
Музей знаходиться у районі активних обстрілів з боку Росії, тому колекція та низка особистих архівів харківських фотографів була евакуйована з України до Німеччини та Австрії.
Видавництво музею видало наклад першого українського перекладу книги Ролана Барта "Camera lucida". Перекладачка - Олена Червоник, редакторка - Віра Балдинюк.